# Niki Sanders
Niki Sanders, all'anagrafe Nicole, è un personaggio della serie televisiva Heroes, interpretato da Ali Larter e doppiato da Claudia Catani.

## Biografia
Niki e sua sorella Jessica vivevano con loro padre Hal, un alcolista. Questo in preda ai fumi dell'alcol picchiava le figlie finché non uccise Jessica; quindi abbandonò Niki per non fare del male anche a lei. Qualche anno dopo (24 aprile 2006), Hal ritornò da Niki il giorno del suo primo anniversario di sobrietà. Qui conobbe la sua famiglia, composta da suo marito D.L. Hawkins e suo figlio Micah. Invitato a cena dalla famiglia di sua figlia, Hal dimostrò di non essere cambiato affatto: infatti, regalò a Micah un computer portatile e si arrabbiò molto quando vide che il bambino lo aveva smontato. Così si allontanò nuovamente. Dopo che uscì dalla casa, la personalità di Niki venne sostituita da Jessica, la sorella morta a causa del padre e da quel momento Jessica decise di proteggere Niki dai pericoli come aveva già fatto in vita.

### Prima stagione - Volume uno: Genesi
Nella serie, Niki vive da sola con Micah a Las Vegas, dopo l'arresto di D.L. per il furto di due milioni di dollari, e per vivere fa la spogliarellista su Internet. Ha dei debiti con Linderman, il boss locale nonché capo di D.L. Un giorno andarono da lei due dei suoi scagnozzi per riprenderla durante uno dei suoi spogliarelli. Niki sviene e al suo risveglio trova i due uomini uccisi barbaramente e la sua immagine riflessa le intima di tacere sull'accaduto. Niki e Micah vanno nel deserto e lei guarda la cassetta girata dai due uomini e vede se stessa ucciderli. Li seppellisce nella sabbia e trova i cadaveri della banda di D.L. Tornando a casa riceve un altro incarico: andare a letto con un candidato al congresso degli Stati Uniti, che si rivelerà essere Nathan Petrelli. Niki non vuole accettare, ma mentre cerca di allontanarsi arriva uno scagnozzo di Linderman che minaccia di far del male a Micah. Jessica prende il sopravvento su Niki e, dopo aver quasi ucciso l'uomo, torna da Nathan concedendoglisi selvaggiamente. La mattina dopo Nathan scompare e Niki viene indagata come ultima persona ad averlo visto, ma poche ore dopo questo ritorna misteriosamente e le chiede spiegazioni. Niki confesserà il complotto ai suoi danni e torna a casa con il suo debito cancellato.
Pochi giorni dopo D.L. evade e la polizia circonda casa sua nel caso vi ritornasse, in effetti si fa vivo qualcuno, ma è Ando Masahashi, uno dei clienti virtuali di Niki. Quando è notte fonda, questi ricompare in casa e intima la moglie di non dire niente alla polizia, proclamandosi innocente e dicendole che qualcuno può provarlo. Ma quando vanno dagli uomini che potrebbero scagionarlo, trovano questi squartati come animali. Niki torna a casa e parla faccia a faccia con Jessica: è stata lei a uccidere la banda di D.L., a rubare i due milioni di dollari e a uccidere chi poteva testimoniare contro di lei. Indica a Niki dove prendere i soldi, questa li prende e viene sorpresa dal marito. Jessica e D.L. combattono e grazie al potere dell'intangibilità, vince D.L. che scappa con Micah. Dopo l'accaduto, Jessica prende completamente il sopravvento su Niki e pianifica la sua vendetta; grazie a una telefonata di Micah riesce a rintracciare D.L. e gli spara. Questo, ferito, scappa nel bosco con Micah, dove gli parla di Jessica che, ogni tanto, si sostituisce a sua madre. Niki ritorna in sé e, vedendo la maglietta insanguinata che D.L. aveva lasciato per far perdere le sue tracce, teme che sia accaduto il peggio. D.L. e Micah la raggiungono e Jessica cerca di ucciderlo colpendo Micah. Vedendo il pericolo rappresento da Jessica per gli altri, Niki si costituisce per i crimini di cui era stato accusato il marito.
In carcere Niki convive costantemente con un'infuriata Jessica che trova assurdi i motivi per i quali si è fatta arrestare. Quando il suo avvocato le dice che probabilmente finirà sulla sedia elettrica, Jessica chiede la terapia psichiatrica. In una delle sedute quasi uccide la terapeuta, ma, nonostante questo, poco dopo viene liberata da Linderman che l'ha assoldata come killer. Dopo aver affrontato Matt Parkman, Jessica, che ormai è diventata la personalità dominante, uccide l'ex cliente di Linderman; il suo nuovo obiettivo è Nathan Petrelli. Dopo aver ucciso gli agenti dell'FBI che lo spalleggiavano, la donna si reca dal malcapitato. Qui Niki riprende il controllo e consegna la sua pistola a Nathan e chiede a questi di tramortirla per far capire a Jessica di aver ripreso il controllo e di essere di nuovo la personalità dominante. Tempo dopo Jessica viene convocata da Linderman in persona, che le chiede "in prestito" Micah, in modo che questo usi il suo potere di controllo dell'elettronica per far risultare Nathan Petrelli vincitore alle elezioni. Dopo il secco rifiuto della donna, Linderman fa rapire il bambino da Candice Wilmer, una donna con il potere di trasformarsi in chiunque lei voglia (in questo caso in Niki).
Dopo essersi accorti dell'assenza di loro figlio, Niki e D.L. si recano nel palazzo di Linderman e, grazie a D.L., trovano una stanza segreta dove trovano fascicoli sulle loro vite. I due si convincono di essere degli esperimenti genetici che Linderman si era divertito a monitorare (ancora non sanno che esistono altre persone come loro e che proprio Linderman stesso è come loro), ma capiscono anche che Micah è a New York. Allora Niki e D.L. vi si recano per riprendersi loro figlio. Qui incontrano Matt Parkman (con grande stupore di Jessica che credeva di averlo ucciso) e il signor Bennet. Quando D.L. e Jessica trovano Linderman, lui offre a Jessica 20 milioni di dollari per uccidere D.L. ma questa capisce cosa è davvero importante per Niki, perciò la libera e abbraccia D.L., inconsapevole che Linderman stia per spararle. D.L. intercetta il colpo e uccide Linderman penetrandogli il cervello con un pugno. Niki affronta quindi Candice Wilmer che, trasformata in Jessica, la sconfigge. Qui Jessica rivela a Niki che quella che sta affrontando non è lei e Niki manifesta per la prima volta da sola il suo vero potere, una superforza con la quale riesce a stendere Candice. Dopodiché lascia l'edificio con D.L., Molly, Mohinder, Matt e Micah, che assistono allo scontro finale tra Sylar e Peter. Quando Sylar sta per uccidere Peter con un parchimetro, Niki lo disarma e Peter, ora in grado di usare il potere di Niki, le dice di tornare dalla sua famiglia. Lei va da loro, e vede Nathan che vola con Peter nella stratosfera per permettergli di esplodere.

### Seconda stagione - Volume due: Generazioni
Nella seconda stagione, Niki, D.L. e Micah riescono finalmente ad avere una vita normale grazie a Bob che, oltre ad aver pagato le spese mediche di D.L., ha dato a Niki una pillola speciale che non permette a Jessica di manifestarsi. Dopo averne sperimentato i tremendi effetti collaterali, Niki smette di prendere la pillola; l'effetto è l'avvento di una terza personalità di nome Gina, che lascia Las Vegas per andare a una festa a Los Angeles. D.L. si rende conto della situazione attuale e chiede a Gina di liberare Niki, ma uno degli invitati alla festa gli spara, uccidendolo. In seguito al fatto, Niki lascia Las Vegas e porta Micah dalla famiglia di suo marito, promettendogli che sarebbe tornata quando sarebbe riuscita a liberarsi definitivamente di Jessica e Gina.
Così Niki diventa un'agente della Compagnia e le assegnano come partner Mohinder Suresh. Durante un'operazione, Maury Parkman le invia una visione di D.L. che le dice di uccidere il suo capo. Per fermarsi, Niki s'inietta il virus che Mohinder sta studiando, ammalandosi gravemente. Allora Mohinder e Bob, il loro capo, decidono di provare a rintracciare Claire Bennet, una ragazza con il potere di rigenerarsi da ogni ferita, il cui sangue potrebbe salvarla.
La donna quindi torna dal figlio, per avvisarlo del rischio che sta per correre. Tuttavia, deve correre in salvo della nipote Monica, rapita nel tentativo di restituire a Micah alcuni fumetti e una medaglia al valore, ricordo del padre. Mentre la casa va in fiamme, Niki si sacrifica, morendo, per permettere la salvezza di Monica.

## Poteri e abilità
Niki come le sue sorelle è stata alterata geneticamente per poter sviluppare poteri speciali, la sua capacità è quindi sintetica.
Ha il potere della superforza ma inizialmente non riesce ad usarla se non quando è preda dell'altra personalità (Niki soffre di personalità multiple), che non riesce a controllare. Quando la personalità alternativa si sostituisce a quella originale, lei non è cosciente e non riesce ad opporsi quindi in alcun modo. Quando riprende il controllo non sa quindi le azioni compiute dalla sua personalità alternativa.
I nomi delle alter ego di Niki vengono da persone o eventi importanti della sua vita: Jessica era la sorella morta per difenderla dagli attacchi del padre ubriaco, mentre Gina era lo pseudonimo che usò quando scappò di casa a tredici anni.

## Curiosità
Tim Kring inizialmente voleva creare un personaggio con il potere della bilocazione e Niki doveva essere una showgirl. Tuttavia, Ali Larter sembrava non avere il fisico adatto per interpretare una showgirl, così la professione del personaggio venne cambiata in spogliarellista.